# L'Association
L'Association è una casa editrice francese che pubblica fumetti. È stata fondata nel maggio del 1990 da Jean-Christophe Menu, Lewis Trondheim, David B., Matt Konture, Patrice Killoffer, Stanislas e Mokeït. 
Nel 2012, dei membri originali del gruppo, soltanto Konture continua ad essere affiliato al gruppo.
L'Association è una delle più importanti case editrici riguardanti la nuova ondata dei fumettisti franco-belgi, degli anni Novanta.
È stata la prima a pubblicare autori come Joann Sfar e Marjane Satrapi, oltre a tradurre in francese fumetti di autori nordamericani come Julie Doucet e Jim Woodring.
Lapin è la rivista del gruppo editoriale, che mette in mostra talenti provenienti dalle scene alternative d'Europa.

## Storia
L'Association è stata fondata nel maggio del 1990 da sette giovani autori che volevano pubblicare i loro fumetti: Jean-Christophe Menu, Lewis Trondheim, David B., Mattt Konture, Patrice Killoffer, Stanislas e Mokeït. 
Hanno chiamato la loro venture  "Atelier Nawak" (più tardi "Atelier des Vosges"), diventando poi in ambito editoriale L'Association.
Una delle principali pubblicazioni fu l'antologia di fumetti, caratterizzati dal tratto nero e bianco, Comix 2000: opera che includeva 300 autori provenienti da 29 paesi in un volume di quasi 2000 pagine. Oltre ai fondatori della casa editrice, altri autori presenti in questo volume sono Jessica Abel, Edmond Baudoin, Nick Bertozzi, Émile Bravo, Mike Diana, Julie Doucet, Renée French, Tom Hart, Dylan Horrocks, Megan Kelso, James Kochalka, Étienne Lécroart, Brian Ralph, Ron Regé, Jr., Joann Sfar, R. Sikoryak, Chris Ware, Skip Williamson e Aleksandar Zograf.

## Opere (per autore)

### Antologie
- Comix 2000 (2000)
- Oubapo
  - OuPus 1 (1997)
  - OuPus 2 (2003)
  - OuPus 3 (2004)
  - OuPus 4 (2005)

### Edmond Baudoin
- Le portrait (riedizione di 'Baudoin, originariamente pubblicata da Futuropolis nel 1990)
- coll. Eperluette
  - Éloge de la poussière (1995)
  - Terrains vagues (1996)
- coll. Patte de Mouche
  - Made in U.S. (1995)
  - Nam (1998)
- coll. Ciboulette
  - Le voyage (1996)
  - Salade niçoise (1999)
- Le chemin de Saint-Jean (2002)
- Araucaria, carnets du Chili (collezione Mimolette, 2004)
- Couma acò (2005; riedizione,  originariamente pubblicata da Futuropolis nel 1991)
- Crazyman (2005)
- L'Espignole (2006)

### David B.
- le Cheval blême (1992)
- le Cercueil de course (1993)
- L'Ascension du Haut Mal
  - Vol. 1 (1996)
  - Vol. 2 (1997)
  - Vol. 3 (1998)
  - Vol. 4 (1999)
  - Vol. 5 (2000)
  - Vol. 6 (2003)
- la Bombe familiale (1997, ISBN 2-909020-78-9)
- L'Association en Égypte (con Golo, Edmond Baudoin, Jean-Christophe Menu) (1998)
- Maman a des problèmes (con Anne Baraou) (1999)
- les Incidents de la nuit
  - Tome 1 (1999)
  - les Traces du dieu Enn (2000)
  - l'Embuscade (2002)

### Guy Delisle
- Réflexion (ottobre 1996)
- Aline et les autres (Aprile 1999)
- Shenzhen (Aprile 2000)
- Albert et les autres (giugno 2001)
- Pyongyang (giugno 2003)

### Julie Doucet
- Ciboire de criss

### Patrice Killoffer
- Killoffer en la matière (1992)
- Billet SVP (1995)
- La Clef des champs (1997)
- Six cent soixante-seize apparitions de Killoffer (2002)
- Le Rock et si je ne m'abuse le roll (2006)
- Quand faut y aller (2006)

### Matt Konture
- coll. Patte de Mouche
  - Supra plus (1992)
  - Glofluné Triblonto (1996)
  - Galopinot (testo e disegni) (con Lewis Trondheim) (1998)
- coll. Mimolette
  - Printemps, Automnes (1993)
  - Krokrodile comix II (1999)
  - Tombe (la veste ?) (1999)
  - Head banger forever !? (2000)
  - Barjouflasque (2000)
  - Cinq heure du Mattt (2001)
  - Sclérose en plaques (2006)
- Ivan Morve (coll. Éperluette, 1996)
- Les Contures (coll. Ciboulette, 2004)
- Galopu sauve la terre (Hors-Collection, 2005)
- Archives - Mattt Konture (coll. Archives, 2006)

### Étienne Lécroart
- Pervenche et Victor (1994)
- Cercle vicieux (2000)
- Le Cycle (2003)
- Scroubabble (2005)
- L'élite à la portée de tous (2005)

### Jean-Christophe Menu
- Moins d'un quart de seconde pour vivre (with Lewis Trondheim) (1991)
- Dinozor Apokalips (1991)
- Omelette (1995)
- Livret de Phamille (1995)
- Gnognottes (1999.
- Le Livre du Mont-Vérité (2002)
- Mini Mune Comix (2003)
- Meder (2005;  originariamente pubblicata da Futuropolis nel 1988)
- Plates-Bandes (2005)
- La Marraine des Moines (2008)
- Lock Groove Comix
  - Lock Groove Comix N°1 (2008)
  - Lock Groove Comix N°2 (2009)
- Lourdes coquilles (2009)
- Corr&spondance (con Christian Rosset) (2009)
- La Présidente with Blutch (2010;  originariamente pubblicata da Autrement nel 1995)
- La bande dessinée et son double (2011)

### Riad Sattouf
- La vie secrète des jeunes (2007)

### Marjane Satrapi
- Persepolis
- Broderies (2003)

### Joann Sfar
- Le petit monde du Golem (1998)

### Lewis Trondheim
- Genèses apocalyptiques
- Non, non, non
- Le pays des trois sourires

### Jim Woodring
- Frank
  - Frank (1998)
  - Frank, Tome 1 (2001)
  - Frank, Tome 2 (2006)
  - Frank's Real Pa: Suivi de Frank et la corde de luth (2007)
  - Weathercraft (2010)
  - Frank et le congrès des bêtes (2011)
  - Fran (2014)